# Лоара (департман)
Лоара (фр. Loire) департман је у централној Француској. Припада региону Рона-Алпи, а главни град департмана (префектура) је Сент Етјен. Департман Лоара је означен редним бројем 42. Његова површина износи 4.781 км². По подацима из 2010. године у департману Лоара је живело 748.947 становника, а густина насељености је износила 157 становника по км².
Овај департман је административно подељен на:
- 3 округа
- 40 кантона и
- 327 општина.

## Демографија
| 1999.   | 2011.   |
| ------- | ------- |
| 728.524 | 749.053 |